# Cavendish (Île-du-Prince-Édouard)
Pour les articles homonymes, voir Cavendish.

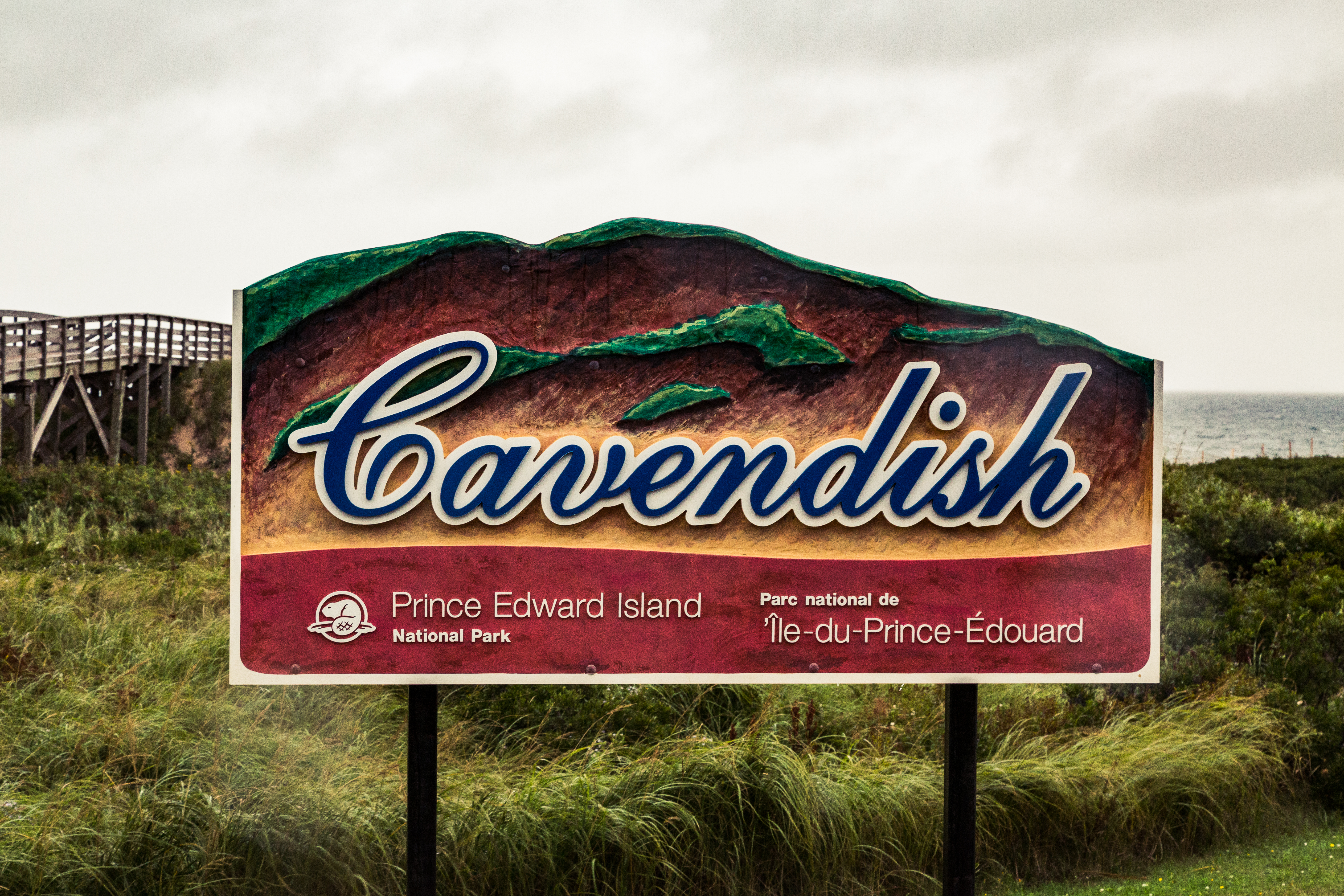
Panneau de bienvenue à Cavendish.

Cavendish, est un village de la côte nord de l'Île-du-Prince-Édouard dans le canton du Lot 23, comté de Queens, Île-du-Prince-Édouard, Canada. S'y trouve la maison du roman de Lucy Maud Montgomery : Anne... la maison aux pignons verts. 
Cavendish fait partie d'une municipalité regroupant 5 villages : Resort Municipality of Stanley Bridge, Hope River, Bayview, Cavendish, and North Rustico. Au recensement de 2006, on y a dénombré une population de 272 habitants.
Ces industries principales sont le tourisme et l'agriculture. Cavendish est le plus important lieu de vacances de l'Île-du-Prince-Édouard. La population en juillet et août grimpe à environ 7 500.
Situé au nord-est de North Rustico et à l'est de Stanley Bridge dans la partie centrale de la province sur la côte nord, en face du golfe du Saint-Laurent.

## Histoire
Cavendish fut fondé en 1790 par trois familles qui avaient immigré de l'Écosse, les MacNeils, les Clarks et les Simpsons. Manquant d'un port, Cavendish était principalement une petite communauté agricole pendant le XIXe siècle et la première moitié du XXe siècle.
Le nom de Cavendish vient du maréchal, Frederick Cavendish, colonel du 34e Régiment sur pied (Cumberland). Il fut probablement nommé par le résident local William Winter, un ancien officier de l'armée de terre britannique, qui nomma la communauté pour honorer son patron.
L'auteure Lucy Maud Montgomery est née tout près de là, à New London durant la fin de l'époque victorienne et après la mort de sa mère, elle fut amenée à Cavendish pour être élevée chez ses grands-parents maternels, qui avaient une maison et une petite ferme immédiatement à l'est du cimetière de l'église des presbytériens unis de Cavendish à l'intersection du chemin Cavendish et la ruelle Cawnpore.  Montgomery visitait souvent ses cousins, la famille MacNeill, qui avait une ferme nommée "Pignons verts" ('Green Gables' en anglais) située à l'ouest de l'intersection.  Plus tard, elle trouva de l'ouvrage dans la communauté avec Postes Canada comme maître de poste au bureau de poste de Cavendish.  Montgomery fut très impressionnée par ses expériences dans la communauté et elle ajoutera ses expériences de l'Île-du-Prince-Édouard rural au commencement du XXe siècle dans son œuvre littéraire Anne... la maison aux pignons verts et d'autres œuvres.
Avant les écrits de Montgomery, la plus grande renommée de Cavendish est survenue de 22 juillet 1883, quand le clipper à trois voiles, tenant du record mondial, le Marco Polo s'échoua et se brisa sur la plage de Cavendish.
Après la découverte des écrits de Montgomery, ainsi que l'augmentation du tourisme au travers de l'Amérique du nord durant la première moitié du XXe siècle, Cavendish est devenu un lieu de vacances populaire.
En 1937, le Parc national de l'Île-du-Prince-Édouard fut établi sur 60 kilomètres sur le long de la rive du golfe du Saint-Laurent; une partie de l'expropriation du parc inclut la ferme des "Pignons verts" de la famille MacNeill.  Le parc national engloba aussi les meilleures plages de l'Île-du-Prince-Édouard, dont une des plus populaires est la plage Cavendish.  Pour attirer plus de touristes à la région, le parc national a développé un parcours de golf de 18 trous et a ouvert la maison aux Pignons verts pour les visiteurs. Le site de la maison d'enfance de Montgomery est aussi une destination populaire.
Entre les années 1950 et 1990 se développèrent des motels, des terrains de camping, des parcs récréatifs, des magasins, des bars et des restaurants.  Durant les mois de juillet et d'août, la population augmente tandis que des milliers de touristes se rassemblent au parc national et à ses multiples attractions locales.

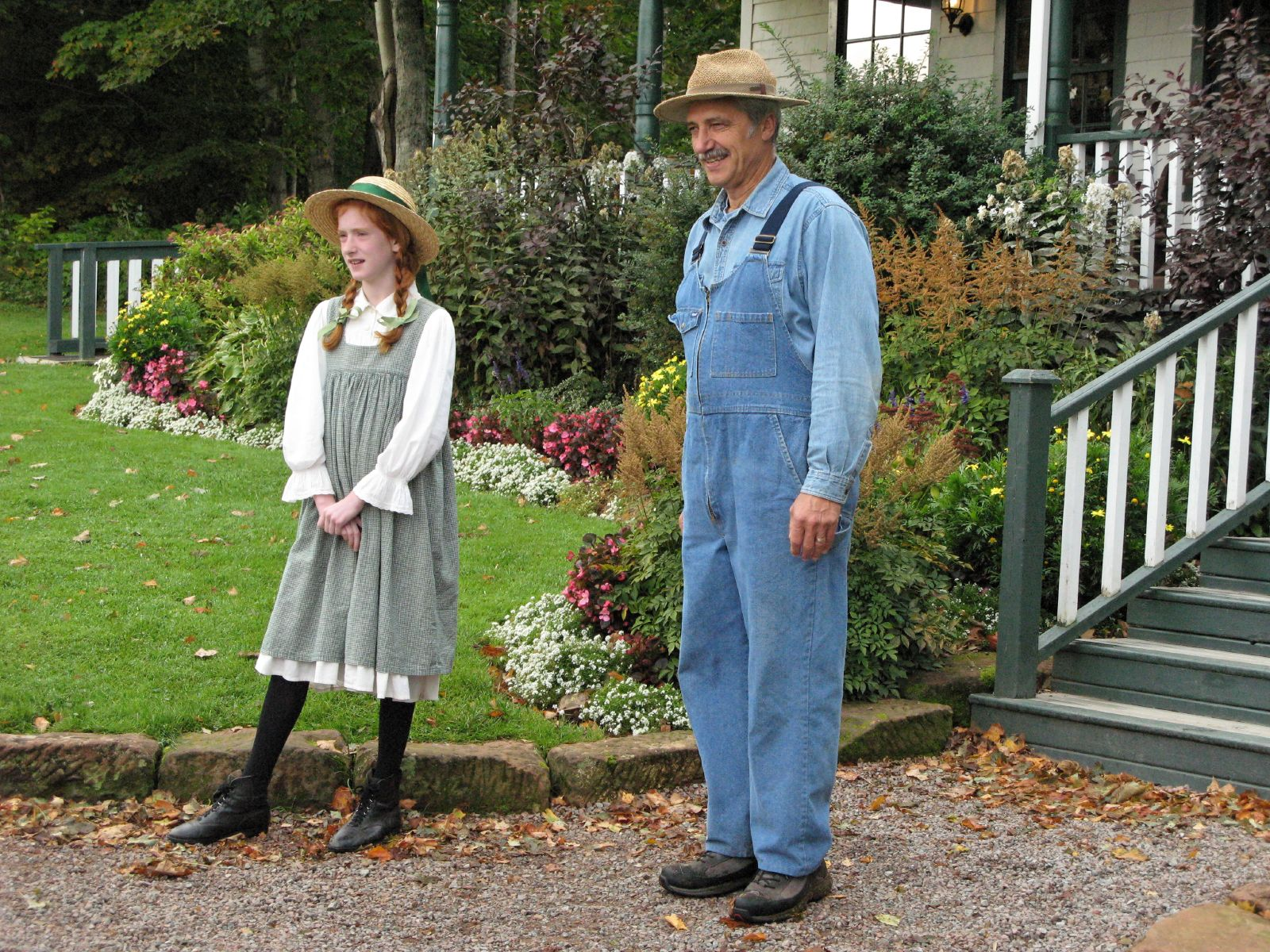
Acteurs au musée d'Anne... la maison aux pignons verts

En 1990, Cavendish devient une partie de la municipalité de vacances de Stanley Bridge-Hope River-Bayview-Cavendish-North Rustico.